# (88611) Teharonhiawako
(88611) Teharonhiawako, provisoirement désigné 2001 QT297, est un objet transneptunien de la ceinture de Kuiper faisant partie des cubewanos. 
Il a été découvert le 20 août 2001 par le Deep Ecliptic Survey.

## Lune
Le 11 octobre 2001 les astronomes J. L. Elliot, S. D. Kern et D. J. Osip lui découvrirent un gros satellite, Sawiskera. Ses dimensions (108–136 km) comparées à celle du corps principal (156–196 km) nous apprennent qu’il s'agit en fait d’un système double.

## Noms
Teharonhiawako et Sawiskera ont été nommés, en 2007, d’après les noms de deux frères de la mythologie iroquoise (en langue mohawk).